# Ратници (музичка група)
Ратници (енгл. Warriors) био је југословенски и српски хеви метал бенд из Београда. Основан је 1982. године, а од 1984. године деловао је у Канади под именом Warriors, све до 1986. године када је распуштен.

## Историјат
Бенд је основан 1982. године од стране вокалисте Душана Николића и бубњара Рибље чорбе Мирослава Милатовића Вицка, у којем је свирао упоредо са Рибљом чорбом. У првом саставу бенда налазили су се и гитаристи Драган Делетић и Зоран Коњевић, као и бас гитариста Слободан Сврдлан (бивши члан хеви метал бенда Горди).
Током 1982. године бенд је објавио ЕП под називом Ратници – Warriors са четири песме, две на српском и две на енглеском језику, за издавачку кућу ПГП РТБ. Након објављивања епа, Милатовић је напустио бенд због одласка на служење војног рока, а канадски гитариста Даглас Плат заменио је Делетића.
Године 1983. бенд је објавио први студијски албум под називом Warriors, за ПГП РТБ. Гост на албуму био је бубњар Том Мартин. Непосредно након објављивања првог студијског албума, бенд је потписао уговор за издавачку кућу Атик рекордс. Године 1984. бенду је приступио канадски бубњар Лоренс Греч и објавили су други студијски албум, такође назван Warriors. Након објављивања албума, бенд је имао кратку турнеју са шкотским хард рок бендом Назарет и престао са радом.

## Након распуштања бенда
Бубњар Греч приступио је бенду The Carpet Frogs, Слободан Сврдлан је био члан бендова Lost city и Michael Aston's Gene Loves Jezebel, а 2005. године гостовао је на албуму Енегрија, Генерације 5, свирајући бас гитару на пет нумера.

## Дискографија

### Студијски албуми
- Warriors (1983)
- Warriors (1984)

### Епови
- Ратници — Warriors (1983)